# مایکل کلاین
مایکل کلاین (رومانیایی: Michael Klein; ۱۰ اکتبر ۱۹۵۹ – ۲ فوریهٔ ۱۹۹۳) بازیکن فوتبال اهل رومانی بود.
از باشگاه‌هایی که در آن بازی کرده‌است می‌توان به باشگاه فوتبال دینامو بخارست و باشگاه فوتبال اوردینگن ۰۵ اشاره کرد.
وی همچنین در تیم‌های ملی فوتبال تیم المپیک رومانی و رومانی بازی کرده‌است.